# Gentianella bicolor
Gentianella bicolor là một loài thực vật có hoa trong họ Long đởm. Loài này được (Wedd.) Fabris ex J.S.Pringle mô tả khoa học đầu tiên năm 2007.